# Psychoda byblis
Psychoda byblis är en tvåvingeart som beskrevs av Quate 1962. Psychoda byblis ingår i släktet Psychoda och familjen fjärilsmyggor. Inga underarter finns listade i Catalogue of Life.